# 女子栄養大学
女子栄養大学（じょしえいようだいがく、英語: Kagawa Nutrition University）は、埼玉県坂戸市千代田3-9-21に本部を置く日本の私立大学。1933年創立、1961年大学設置。大学の略称は栄大（えいだい）、KNU。

## 概観
創設者は香川綾。夫昇三とともに創設した学校法人香川栄養学園が経営。併設校に女子栄養大学短期大学部、香川調理製菓専門学校（所在地：東京都豊島区駒込）がある。
調理用計量器の一つである、香川式計量器の膨大な研究成果がある。そのため、香川式計量器は事実上日本での標準規格となった。

## 沿革
- 1933年「家庭食養研究会」を設立。
- 1935年 5月に、月刊誌『栄養と料理』を創刊。
- 1937年 「家庭食養研究会」を、「栄養と料理学園」と名称変更する。
- 1940年 「栄養と料理学園」を、「女子栄養学園」と名称変更する。
- 1950年 女子栄養短期大学を設置、栄養士養成施設として認可を受ける。
- 1951年 私立学校法に基づき、「学校法人香川栄養学園」と名称変更する。
- 1956年 女子栄養短期大学に「栄養科第二部（夜間部）」を設置。
- 1961年 女子栄養大学を設立し、家政学部食物栄養学科を設置。
- 1964年 社会通信教育「栄養と料理講座」を開設。
- 1965年 家政学部食物栄養学科を、日本で最初の栄養学部栄養学科に改組。
- 1967年 女子栄養大学に「栄養学部二部栄養学科（夜間部）」を設置。
- 1969年 大学院栄養学研究科修士課程を設置。
- 1989年 博士後期課程を設置。
- 2000年 女子栄養短期大学を、女子栄養大学短期大学部に名称変更。
- 2001年 女子栄養大学短期大学部の「食物栄養学科第二部（夜間部）」を廃止。
- 2003年 栄養学部栄養学科実践栄養学専攻を実践栄養学科に改組。栄養学科栄養科学専攻と保健栄養学科を統合し、保健栄養学科に改組。栄養学部二部栄養学科（夜間部）を栄養学部二部保健栄養学科（夜間部）に名称変更。
- 2006年 栄養学部二部イブニングコース（夜間部）を、男女共学とし、男子学生の受け入れを開始する。
- 2017年 栄養学部二部イブニングコース（夜間部）の、1年次入学を募集。
- 2019年 栄養学部二部イブニングコース（夜間部）の、3年次編入学を募集停止。
- 2021年 栄養学部二部イブニングコース（夜間部）を廃止[1]。
- 2026年4月 男女共学化にあわせ「日本栄養大学」に改称（予定）[2][3]。

## 学部
- 栄養学部
  - 実践栄養学科
  - 保健栄養学科
    - 栄養イノベーション専攻
    - 保健養護専攻

  - 食文化栄養学科

### 短期大学部
- 食物栄養学科

## 大学院
- 栄養学研究科
  - 栄養学専攻（修士課程、博士後期課程）
  - 保健学専攻（修士課程、博士後期課程）

## 取得出来る資格
- 栄養学部
  - 実践栄養学科・・・栄養士 、管理栄養士 国家試験受験資格（実務経験免除）、栄養教諭 一種、食品衛生監視員 、食品衛生管理者
  - 保健栄養学科
    - 栄養科学専攻臨床検査学コース・・・栄養士 、管理栄養士国家試験受験資格（栄養士として1年以上の実務経験が必要）、臨床検査技師 国家試験受験資格
    - 栄養科学専攻家庭科教職コース・・・栄養士 、管理栄養士国家試験受験資格（栄養士として1年以上の実務経験が必要）、中学教諭一種「家庭」・高校教諭一種「家庭」、栄養教諭 二種
    - 栄養科学専攻健康スポーツ栄養コース・・・栄養士 、管理栄養士国家試験受験資格（栄養士として1年以上の実務経験が必要）、スポーツリーダー資格、スポーツ栄養実践指導者資格
    - 栄養科学専攻食品安全管理コース・・・栄養士 、管理栄養士国家試験受験資格（栄養士として1年以上の実務経験が必要）、食品微生物検査技士受験資格、フードスペシャリスト受験資格
    - 保健養護専攻・・・養護教諭 一種、中学教諭一種「保健」・高校教諭一種「保健」、高校教諭一種「看護」

  - 食文化栄養学科・・・フードスペシャリスト 受験資格、フードコーディネーター 3級
- 大学院 栄養学研究科
  - 栄養学専攻・・・中学教諭専修「家庭」・高校教諭専修「家庭」、 専門健康教育士認定試験受験資格
  - 保健学専攻・・・養護教諭専修、中学教諭専修「保健」・高校教諭専修「保健」、専門健康教育士認定試験受験資格

## キャンパス
- 坂戸キャンパス（東武東上線 若葉駅より徒歩3分）・・・女子栄養大学本部、栄養学部、大学院
- 駒込キャンパス（JR山手線・東京地下鉄（東京メトロ）南北線 駒込駅より徒歩3分）・・・短期大学部、香川調理製菓専門学校

## 研究施設
- 生活習慣病研究センター (  生活習慣病 を研究する日本で唯一の独立施設 )
- 栄養科学研究所 ( 国や企業との共同・委託研究、食品と栄養科学 全般の研究を推進。食品の栄養・機能性成分などの分析をする「食品成分分析センター」併設 )
- 栄養クリニック ( 栄養教育プログラムの開発と栄養指導 を行うクリニック。駒込キャンパスに隣接する )

## 学生生活

### 学生寮
- 若葉寮 (坂戸キャンパスより徒歩1分、東武東上線若葉駅より徒歩2分)

5階建ワンルームマンションタイプ。定員約100名。入寮対象者昼間部女子学生に限る。
在寮期間2年間。

### 学内奨学金
学部
給付型
- 北郁子奨学基金（学部1,2年生（短大1年生含む））
- 横巻のぶ記念奨学金（学部3年生以上（短大2年生含む））

授与型
- 香友会わかば奨学金（学部4年生（短大2年生含む））

大学院
- 横巻のぶ記念奨学金（貸与型）
- 香友会わかば奨学金（授与型）
- 香川綾奨励賞（支給型）

### サークル
- 若葉祭実行委員会 ( 200人以上が所属する女子栄養大学で一番大きな団体。他校と学園祭を手伝いあうなど、学年・学科・大学を超えた交流がある )

体育系
- 硬式庭球部
- バレーボール部
- 弓道部 ( 東洋大学と合同で活動 )
- ワンダーフォーゲル部
- バドミントン部
- バスケットボール部
- 競技ダンス部（東洋大学と合同で活動）
- スキー部
- マラソン部
- SQサークル

文化系
- ギタークラブ
- ハルモニアオーケストラ ( 短期大学部・日本医科大学と合同で活動 )
- 軽音楽部
- 食育ボランティア ~ ニコニコ会 ~
- 美術部
- 合唱団あらぐさ ( 短期大学部・中央大学と合同で活動 )
- 華道部
- たんぽぽ ( 病院でのレクリエーションなど、自主的なボランティア活動を企画・実施 )
- ユースホステルクラブ ( 埼玉県5大学ユースホステルクラブに所属 )
- 点心部
- 栄大国際学生交流会 ( ICE ) ( 関東圏10大学が所属するSNIE「国際交流大学連絡協議会」などの仲間たちとイベントを共催。留学生を囲む会なども手がける )
- 茶道部
- EIDAI COOKING STUDIO ( ECOS ) ( 50歳以上の男性・女性や小学生を対象に料理教室を開催 )
- English Communication Club

## 出版部
食と健康をコンセプトに書籍の刊行に加えイベント等の開催などを行っている。

### 発行している雑誌
- 栄養と料理

## 対外関係

### 企業
- 埼玉りそな銀行 - 産学連携協力で提携している。

### 国際交流
オーストラリアの3つの大学と1高等専門学校と提携を結び学術交流を推進。
- カーティン工科大学
- 西オーストラリア大学
- イーディス・コーワン大学
- ポリテクニック・ウエスト(高等専門学校)

## 主な卒業生
- 岸朝子（料理記者）
- 石田ゆり子（女優）
- 藤井恵 （日本テレビ版 「キユーピー3分クッキング 」 講師 など）
- 小川聖子（日本テレビ版 「キユーピー3分クッキング」 講師 など）
- 平野美由紀（株式会社食デザイナーズ設立 取締役）
- 加賀田京子（bistroあおい食堂オーナー)
- 浅野嘉久（実業家、医学博士）
- DJみそしるとMCごはん（ミュージシャン、ヒップホップMC）
- 山本博子（山口放送アナウンサー・ラジオパーソナリティー）
- 蒲池桂子（栄養学研究者、管理栄養士、栄養学博士、女子栄養大学栄養科学研究所教授）
- 西村ユミ（看護学者、東京都立大学健康福祉学部教授、日本学術会議会員）